# Folke Ekerot
Carl Folke Ekerot, född 4 mars 1878 i Madesjö församling i Kalmar län, död 7 december 1967 i Oscars församling i Stockholm, var en svensk ingenjör.
Folke Ekerot var son till stationsinspektoren Nils Ekerot och Hilma le Grand. Efter studentexamen i Kalmar 1896 och studier vid Kungliga Tekniska Högskolan (KTH) 1896–1899 var han anställd hos Elektriska AB AEG, först i Göteborg och sedan i Stockholm. Han började på Aseas filial i Stockholm 1905, först som ingenjör och från 1912 som chef för denna. Han var ordförande i Elektriska arbetsgivareföreningen från 1914 samt fullmäktig i Svenska arbetsgivareföreningen.
Ekerot gifte sig 1910 med Vivan Olsson (1881–1972), dotter till fastighetsägaren Håkan Olsson och Klara Sofia Andersson. De fick tre barn: Ulla Landgren (1912–1962), gift med nationalekonom Karl-Gustav Landgren, Brita Cornell (1915–1975), gift med förlagsdirektören Jan Cornell, och skådespelaren Bengt Ekerot (1920–1971), gift med operasångerskan Margareta Hallin. 
Folke Ekerot är begravd på Skogskyrkogården i Stockholm.